# Вискітнянка
Вискітнянка (пол. Wyskitnianka) — гірська річка в Польщі, у Новосондецькому повіті Малопольського воєводства. Права притока Білої, (басейн Балтійського моря).

## Опис
Довжина річки приблизно 5,25 км, найкоротша відстань між витоком і гирлом — 5,06  км, коефіцієнт звивистості річки — 1,09 . Формується безіменними струмками та частково каналізована.

## Розташування
Бере початок на південно-західних схилах гори Зеленої (689,7 м) на висоті приблизно 600 м над рівнем моря на північно-східній околиці села Грудек (гміна Грибів). Тече переважно на північний захід через село Вискітну і у Струже впадає у річку Білу, праву пнритоку Дунайця.

## Цікавий факт
- У селі Струже річку перетинають автомобільна та залізниця.
- На правому березі річки проходить туристичний пішохідний шлях (Струже — Зелена гора (689 м) — Масляна гора (753 м) — Ялинова (684 м) — Шимбарк — Бартня гора (632 м) — Магура Маластовська (813 м)[3] (шлях ім. Вінцента Поля).